# Socket FP2
Le Socket FP2 ou μBGA-827 est un socket CPU pour ordinateurs portables qui a été lancé en mai 2012 par AMD avec ses APU dont les noms de code sont Trinity et Richland.
Les produits de la marque « Trinity » combinent un CPU Piledriver avec un GPU Northern Islands (architecture TeraScale VLIW4), l’accélération vidéo UVD 3 (en) et VCE 1 (en) et la prise en charge multi-moniteurs basée sur AMD Eyefinity d'un maximum de deux moniteurs non DisplayPort ou jusqu’à quatre moniteurs DisplayPort.